# Lasioglossum rufotegulare
Lasioglossum rufotegulare är en biart som först beskrevs av Cockerell 1914.  Lasioglossum rufotegulare ingår i släktet smalbin, och familjen vägbin. Inga underarter finns listade i Catalogue of Life.